# Allée couverte du Champ-Grosset
L'allée couverte du Champ-Grosset est un édifice mégalithique situé sur la commune de Quessoy dans le département français des Côtes-d'Armor.

## Histoire
L'édifice a été découvert en 1894 par M. de Tournemine. Il a fait l'objet d'une fouille entreprise dès 1896 par A. Anne-Duportal sous l'égide de la Société d'émulation des Côtes-d'Armor. Cette première opération de fouilles a contribué à classer l'édifice au titre des monuments historiques le 10 octobre 1896 sous le vocable d'allée couverte. En 1963-1964, une fouille complète menée par Jean L'Helgouach a permis de préciser l'architecture réelle du monument.

## Architecture
Le monument mesure 12,90 m de longueur. Il est orienté pratiquement est-ouest (azimut 87°). Il est composé de vingt-trois orthostates  qui ont été plantés, verticalement ou légèrement inclinés vers l'intérieur, dans l'arène granitique du sous-sol.  A son extrémité orientale, il comporte une petite chambre annexe (1 m de longueur) adossée à la dalle de chevet. L'ensemble est recouvert de six tables de couvertures. La hauteur sous table avant fouille « peut avoir été de 1,20 m environ ». Toutes les dalles sont en granite local.
Le monument est entouré d'un cairn d'environ 6 m de largeur entouré d'un parement désormais en mauvais état. Ce cairn ne recouvrait pas les tables « mais s'arrêtait au niveau supérieur des supports ».
Les fouilles n'ont pas permis de déterminer précisément l'emplacement de l'entrée. Soit celle ci s'effectuait latéralement, soit côté ouest. Jean L'Helgouach a privilégié la première hypothèse comme la plus vraisemblable, par conséquent « le monument mégalithique du Champ-Grosset serait une sépulture à entrée latérale avec cella ».

## Fouilles archéologiques
Lors des fouilles de 1896, on y recueillit un mobilier funéraire composé de vases carénés à fond plat (3) et fond rond, de trois haches polies, de deux disques en schiste « qui ont sans doute été des poids », de onze lames, dont une du type pressignien, et d'éclats de silex. L'ensemble de ce matériel funéraire comprend des caractéristiques apparentées à la culture Seine-Oise-Marne et « aux civilisations armoricaines plus anciennes (faciès néolithique de Kerugou) ». Il a été daté du Néolithique secondaire. Les charbons prélevés en 1964 ont été datés au C14 de 1 870 +/- 200 av. J.-C, c'est-à-dire du Néolithique final.